# 가게거미과

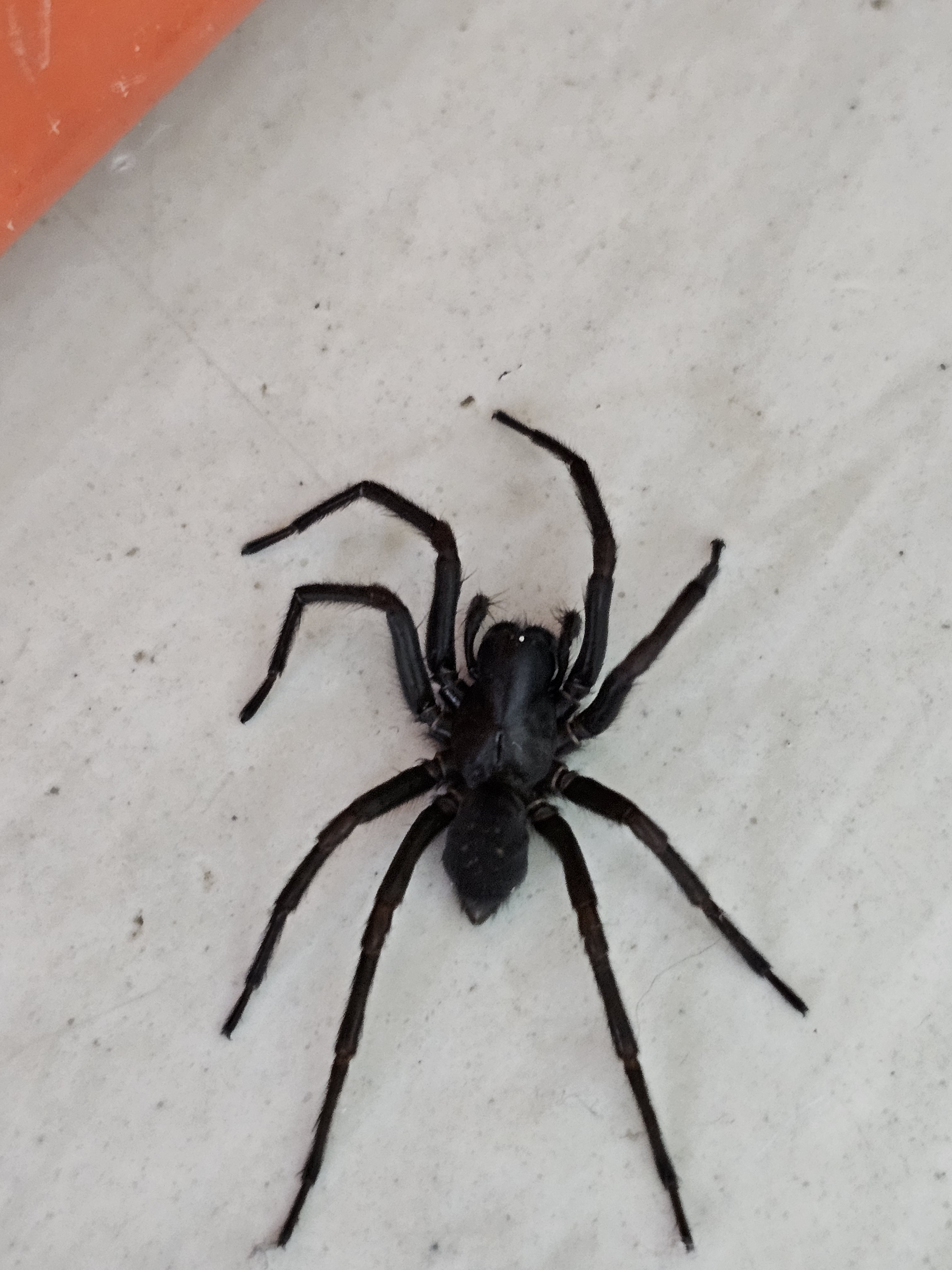
한국깔때기거미(Pireneitega spinivulva)

가게거미과(학명: Agelenidae) 또는 풀거미과는 거미강 거미목에 속하는 과이며, 깔때기 모양을 한 그물을 치는 종이 다수 속해 있다. 대다수가 인간에 무해하며 이따금 호보거미에게 물린 자리에 괴사병변이 일어날 수 있다는 우려가 제기되지만, 확실한 증거는 거의 없다.